# Challenger de Yunnan 2015
El torneo ATP China International Tennis Challenge 2015 es un torneo profesional de tenis. Pertenece al ATP Challenger Series 2015. Se disputará su 4.ª edición sobre superficie Tierra batida, en Anning, China entre el 27 de abril y el 3 de mayo de 2015.

## Jugadores participantes del cuadro de individuales
| Favorito | País                        | Jugador          | Rank1 | Posición en el torneo |
| -------- | --------------------------- | ---------------- | ----- | --------------------- |
| 1        | Bandera de Australia        | James Duckworth  | 92    | Cuartos de final      |
| 2        | Bandera de Australia        | Luke Saville     | 194   | Primera ronda         |
| 3        | Bandera de Australia        | Jordan Thompson  | 208   | Segunda ronda         |
| 4        | Bandera de los Países Bajos | Boy Westerhof    | 209   | Primera ronda         |
| 5        | Bandera de China Taipéi     | Yang Tsung-hua   | 271   | Semifinales           |
| 6        | Bandera de China Taipéi     | Huang Liang-chi  | 296   | Segunda ronda         |
| 7        | Bandera de Croacia          | Toni Androić     | 334   | Segunda ronda         |
| 8        | Bandera de España           | David Pérez Sanz | 344   | Primera ronda         |

- 1 Se ha tomado en cuenta el ranking del 27 de abril de 2015.

### Otros participantes
Los siguientes jugadores recibieron una invitación (wild card), por lo tanto ingresan directamente al cuadro principal (WC):
- Zheng Wei Qiang
- Ouyang Bowen
- Cao Zhaoyi
- Ning Yuqing

Los siguientes jugadores ingresan al cuadro principal tras disputar el cuadro clasificatorio (Q):
- Lee Hyung-taik
- Hong Seong-chan
- Toni Androić
- Divij Sharan

## Campeones

### Individual Masculino
- Franko Škugor derrotó en la final a  Gavin Van Peperzeel, 7–5, 6–2

### Dobles Masculino
- Bai Yan /  Wu Di derrotaron en la final a  Karunuday Singh /  Andrew Whittington, 6–3, 6–4